# Area metropolitana di Catania

Cartina dell'area metropolitana con rappresentati i confini comunali

L'area metropolitana di Catania, istituita con legge regionale 9/1986 e successivo decreto presidente Regione 10/8/1995, è una conurbazione dovuta alla continuità urbana ed alla forte interazione sociale ed economica di alcuni comuni della Città metropolitana di Catania, in particolare disposti nell'area sud dell'Etna, ed il capoluogo stesso.
L'area metropolitana di Catania è la più densamente popolata della Sicilia (828,27 ab/km²). Conta una popolazione di 777.745 abitanti, e si estende su una superficie di 939 km².
Non esiste attualmente alcun Ente che amministri questa area metropolitana, né nessun'altra in Italia.
Esiste una più vasta conurbazione, descritta dal Censis nel 42º Rapporto annuale sulla situazione sociale del Paese come Sistema lineare della Sicilia orientale, ed inserita tra le "Medie Aree Metropolitane" italiane, con una popolazione di 1 693 173 abitanti, una superficie di 2411,7 km² ed una densità di 702,07 abitanti per km². L'area in questione risulta essere la più estesa e popolosa conurbazione della Sicilia, e tra le maggiori in Italia. La città di Catania ne è il principale centro e polo funzionale.

## Composizione
Le caratteristiche per la definizione dell'area metropolitana sono state previste da una apposita normativa, ed applicate anche per Palermo e Messina e prevedono:
1. medesimo ambito provinciale;
2. popolazione residente non inferiore a 250 000 abitanti;
3. l'aggregazione, intorno ad un comune di almeno 200 000 abitanti, di più centri urbani;
4. una elevata integrazione.

Questa la tabella che comprende i 27 comuni inseriti nell'area metropolitana, secondo lo statuto provinciale, al titolo I, articolo 2, comma 3:
| Provincia            | Comune                  | Superficie (in km²) | Popolazione(1) |
| -------------------- | ----------------------- | ------------------- | -------------- |
| Sicilia              |                         |                     |                |
| Provincia di Catania | Catania                 | 180,88              | 311.712        |
| Provincia di Catania | Aci Bonaccorsi          | 1,7                 | 3.524          |
| Provincia di Catania | Aci Castello            | 8                   | 18.674         |
| Provincia di Catania | Aci Catena              | 8                   | 29.671         |
| Provincia di Catania | Acireale                | 39,96               | 52.574         |
| Provincia di Catania | Aci Sant'Antonio        | 14                  | 18.052         |
| Provincia di Catania | Belpasso                | 164,81              | 28.081         |
| Provincia di Catania | Camporotondo Etneo      | 6,4                 | 5.075          |
| Provincia di Catania | Gravina di Catania      | 5                   | 25.615         |
| Provincia di Catania | Mascalucia              | 16                  | 32.059         |
| Provincia di Catania | Misterbianco            | 37                  | 49.634         |
| Provincia di Catania | Motta Sant'Anastasia    | 35,73               | 12.221         |
| Provincia di Catania | Nicolosi                | 42                  | 7.533          |
| Provincia di Catania | Paternò                 | 144,04              | 48.034         |
| Provincia di Catania | Pedara                  | 19                  | 14.371         |
| Provincia di Catania | Ragalna                 | 39                  | 3.963          |
| Provincia di Catania | San Giovanni la Punta   | 10                  | 23.270         |
| Provincia di Catania | San Gregorio di Catania | 5,61                | 11.873         |
| Provincia di Catania | San Pietro Clarenza     | 6                   | 7.915          |
| Provincia di Catania | Sant'Agata li Battiati  | 3                   | 9.505          |
| Provincia di Catania | Santa Maria di Licodia  | 26,23               | 7.628          |
| Provincia di Catania | Santa Venerina          | 18                  | 8.549          |
| Provincia di Catania | Trecastagni             | 18,96               | 10.965         |
| Provincia di Catania | Tremestieri Etneo       | 6                   | 20.359         |
| Provincia di Catania | Valverde (Sicilia)      | 5                   | 7.850          |
| Provincia di Catania | Viagrande               | 10,05               | 8.672          |
| Provincia di Catania | Zafferana Etnea         | 76                  | 9.562          |
| TOTALE               | TOTALE                  | 939,89              | 777.745        |

- ISTAT, su demo.istat.it (archiviato dall'url originale il 6 agosto 2020).

## Infrastrutture e trasporti
All'interno dell'Area Metropolitana di Catania ha sede un Aeroporto Internazionale, l'Aeroporto di Catania-Fontanarossa, tra i principali scali del Meridione.
La densità di popolazione e l'intensità degli scambi hanno inoltre favorito una infrastrutturazione stradale ed autostradale. Allacciate alla tangenziale di Catania sono: 
- L'autostrada A18 per Messina
- L'autostrada A19 per Palermo
- L'autostrada CT-SR per Siracusa
- L'asse dei servizi, che collega la zona portuale con quella aeroportuale e ferroviaria, con inizio nei pressi del faro Biscari di Catania fino all'innesto con la Tangenziale di Catania.
- L'asse attrezzato, che collega l'autostrada A19 con alcuni punti cruciali della zona sud di Catania, tra cui il quartiere Librino, con il costruendo Nuovo Ospedale San Marco, la circonvallazione Nord, l'asse dei servizi.

Per quanto riguarda le ferrovie, la stazione di Catania Centrale è l'importante stazione della linea costiera Messina-Catania-Siracusa origine delle linee Catania-Caltagirone e Catania-Palermo (da quest'ultima si dirama, nella stazione di Caltanissetta Xirbi, la linea Caltanissetta-Agrigento). È connessa al deposito locomotive e raccordata con il Porto di Catania. Le linee sono gestite da RFI che sta realizzando il cosiddetto passante ferroviario di Catania i cui lavori sono in corso.
Adiacente alla stazione di Bicocca, principale scalo merci della zona, è in corso di realizzazione l'Interporto di Catania Bicocca grande complesso intermodale in fase di costruzione nell'area posta a sud della città di Catania tra la stazione di Bicocca e la zona industriale di Catania.
La ferrovia Circumetnea collega diversi paesi pedemontani etnei con il capoluogo; nel tratto urbano è in corso di interramento diventando metropolitana di Catania, in esercizio con 8,8 km e11 stazioni e in corso di ampliamento.
Per quanto riguarda i trasporti marittimi il principale approdo è il porto di Catania, scalo mercantile, passeggeri, crocieristico e diportistico. Esistono inoltre vari approdi minori dedicati alle marinerie locali ed al diporto nautico: il porto di Caito (Porto Rossi), il porto di Ognina (Porto Ulisse), il porto di Aci Castello, il porto di Aci Trezza, il porto di Capomulini.